# Solanum rivicola
Solanum rivicola är en potatisväxtart som beskrevs av Symon. Solanum rivicola ingår i släktet skattor som ingår i familjen potatisväxter. Inga underarter finns listade i Catalogue of Life.